# Grupo I de la URBA
El Grupo I de la URBA fue una categoría de primera división del rugby de la Unión de Rugby de Buenos Aires (URBA), integrada por 24 equipos, que debían disputar entre sí un torneo preliminar entre sí para clasificar catorce equipos para disputar el Torneo de la URBA del que saldría el campeón.
Hasta 2014, el Grupo I contaba con 24 equipos, los cuales disputan catorce cupos para acceder al Top 14.  A partir del 2015 lo integraron 20 equipos, los siete peores del Top 14 de la temporada anterior más los trece clasificados del Reubicación I. Los siete mejores clubes del Top 14 de la temporada anterior clasificaban directamente y eran acompañados de los siete mejores del Grupo I. Los restantes clubes del Grupo I debían jugar la Reubicación I para poder mantener la categoría.
El sistema ha sido reemplazado por un esquema piramidal de categorías, en cuyo tope está la categoría «Top 12». Por debajo del Top 12 está la categoría «Primera», que a su vez tiene tres escalones: «Primera A», «Primera B» y «Primera C». Debajo de la Primera, con sus tres subcategorías, están la «Segunda», la «Tercera» y por último en la base la categoría «Desarrollo». Los equipos ascienden y descienden anualmente de categoría siguiendo ese orden jerárquico, de acuerdo a los resultados obtenidos en cada torneo anual. En 2021, la URBA tenía 91 equipos de máximo nivel en cada club compitiendo en todo el sistema de categorías.

## Sistema de competición
El Grupo I tenía veinte plazas para distintas agrupaciones dedicadas al rugby de la Ciudad de Buenos Aires, el Gran Buenos Aires y algunas localidades del resto de la Provincia de Buenos Aires, con la excepción de Atlético de Rosario de la ciudad de Rosario, Provincia de Santa Fe. 
Los equipos participantes se dividían en dos zonas de igual cantidad de equipos, cada una en formato de todos contra todos. Los mejores de cada grupo avanzaban al Top 14.

## Equipos participantes
| Equipo                                       | Localidad           | Última temporada |
| -------------------------------------------- | ------------------- | ---------------- |
| Club Atlético del Rosario                    | Rosario             | Top 14           |
| San Isidro Club                              | San Isidro          | Top 14           |
| Asociación Alumni                            | Malvinas Argentinas | Top 14           |
| Club San Luis                                | La Plata            | Top 14           |
| Club Regatas de Bella Vista                  | Bella Vista         | Top 14           |
| Lomas Athletic Club                          | Lomas de Zamora     | Top 14           |
| Pueyrredón Rugby Club                        | San Isidro          | Top 14           |
| Club y Biblioteca Mariano Moreno             | Moreno              | Reubicación I    |
| Buenos Aires Cricket & Rugby Club            | San Fernando        | Reubicación I    |
| Club San Albano                              | Almirante Brown     | Reubicación I    |
| Club de Rugby Los Tilos                      | La Plata            | Reubicación I    |
| Olivos Rugby Club                            | Munro               | Reubicación I    |
| Club Atlético Banco de la Nación Argentina   | Vicente López       | Reubicación I    |
| Club Gimnasia y Esgrima de Buenos Aires      | Capital Federal     | Reubicación I    |
| Asociación Deportiva Francesa                | Del Viso            | Reubicación I    |
| Club Atlético Ferrocarril General San Martín | Tres de Febrero     | Reubicación I    |
| Liceo Naval                                  | Capital Federal     | Reubicación I    |
| Hurling Club                                 | Hurlingham          | Reubicación I    |
| Club Universitario de La Plata               | La Plata            | Reubicación I    |
| Club Manuel Belgrano                         | Capital Federal     | Reubicación I    |